# توني ميتشل (لاعب كرة سلة مواليد 1992)
توني ميتشل (بالإنجليزية: Tony Mitchell)‏ مواليد 7 أبريل 1992 في ميلواكي، هو لاعب كرة سلة محترف أمريكي بدأ مسيرته الاحترافية في سنة 2013 حيث تم اختياره من قبل فريق ديترويت بيستونز خلال الدرافت، يلعب في الدوري الفنزويلي لكرة السلة ويحمل الرقم 31. يبلغ طوله 6 قدم 8 بوصة (2.0 م).

## إحصائيات المسيرة

### الموسم الاعتيادي
| السنة   | الفريق          | لعب | بدأ | دقيقة | ميداني% | ثلاثية | حرة  | ارتداد | صنع | استلاب | تصدي | نقطة |
| ------- | --------------- | --- | --- | ----- | ------- | ------ | ---- | ------ | --- | ------ | ---- | ---- |
| 2013–14 | ديترويت بيستونز | 21  | 0   | 3.8   | .417    | 1.000  | .579 | 1.2    | .1  | .3     | .2   | 1.0  |
| المسيرة |                 | 21  | 0   | 3.8   | .417    | 1.000  | .579 | 1.2    | .1  | .3     | .2   | 1.0  |

## روابط خارجية
- توني ميتشل على موقع الاتحاد الدولي لكرة السلة (الإنجليزية)
- توني ميتشل على موقع إن بي أي (الإنجليزية)
- توني ميتشل على موقع الدوري التايواني الممتاز لكرة السلة (الصينية)
- توني ميتشل على موقع دوري السوبر التايواني لكرة السلة (الصينية)
- توني ميتشل على موقع سبورتس رفرنس (الإنجليزية)
- توني ميتشل على موقع كرة السلة الأوروبية.كوم (الإنجليزية)
- توني ميتشل على موقع إي إس بي إن.كوم (الإنجليزية)
- توني ميتشل على موقع كلية كرة السلة في سبورتس رفرنس.كوم (الإنجليزية)
- توني ميتشل على موقع ريلجم (الإنجليزية)
- توني ميتشل على موقع بروبوليرز (الإنجليزية)